# توکای باسی
توکای باسی (نام علمی: Zoothera lunulata)، که همچنین به عنوان توکای دم‌زیتونی شناخته می‌شود، یک توکا با اندازه متوسط است که عمدتاً حشره‌خوار است که از شمال کوئینزلند تا جنوب شرقی استرالیا یافت می‌شود. همچنین در تاسمانی، در برخی از جزایر بزرگتر تنگه باس، و در جزیره کانگورو یافت می‌شود. توکاها از ۲۷ تا ۲۹ سانتیمتر (۱۱ تا ۱۱ اینچ) طول متغیر و وزن میانگین آن ۱۰۰ گرم (۳٫۵ اونس) است.